# 아파치 메소스
아파치 메소스(Apache Mesos)는 컴퓨터 클러스터를 관리하기 위한 오픈 소스 프로젝트이다. 캘리포니아 대학교 버클리에서 개발되었다.

## 역사
메소스는 당시 Ion Stoica 교수 및 Benjamin Hindman, Andy Konwinski, en:Matei Zaharia 학생에 의해 UC 버클리 RAD 랩의 연구 프로젝트로 시작되었다. 학생들은 David Culler의 교육 수업 중의 일부로서 프로젝트에 착수하기 시작했다. 원래 이름은 넥서스(Nexus)였으나 다른 대학교 프로젝트와의 충돌로 인해 메소스로 이름이 변경되었다.
메소스는 핫클라우드 '09에서 프로젝트에 관해 출판된 첫 논문에 대한 토론에서 Andy Konwinski에 의해 2009년 (당시에는 넥서스라는 이름으로) 처음 모습을 드러냈다.

## 기술
메소스는 리눅스 Cgroups를 사용하여 중앙 처리 장치, 메모리, 입출력, 파일 시스템의 분리를 제공한다. 메소스는 구글의 서비스를 내부적으로 관리하고 배포시키기 위해 사용되는 플랫폼의 하나인 구글의 보그 스케줄러(Borg scheduler)와 비교된다.

### 아파치 오로라
아파치 오로라(Apache Aurora)는 장시간 실행되는 서비스들과 cron 잡들을 위한 메소스 프레임워크이며, 2010년 기점으로 트위터에 의해 개발되어 2013년 말 오픈 소스화되었다.

### 크로노스
크로노스(Chronos)는 유연한 분산형 cron계 시스템으로, 잡 간 의존성을 표현할 수 있다.

### 마라톤
마라톤(Marathon)은 수천 명의 물리 서버로 스케일링하는 PaaS / 컨테이너 오케스트레이션 시스템을 위해 만들어졌다.

## 사용자
소셜 네트워크 사이트 트위터는 메소스와 아파치 오로라를 2010년에 사용하기 시작했으며, 이는 Hindman이 트위터 엔지니어 그룹에게 프레젠테이션을 준 이후의 일이다.